# مارسل کاپلمایر
مارسل کاپلمایر (انگلیسی: Marcel Kappelmaier؛ زادهٔ ۱۴ آوریل ۱۹۹۱) بازیکن فوتبال اهل آلمان است.